# 정재용 (배우)
정재용(1990년 ~ )은 대한민국의 배우이다.

## 출연작

### 영화
- 《캐논볼》 (2021년) - 민식 역
- 《아이윌 송》 (2021년) - 준수 역
- 《건우와 덴마크》 (2016년) - 건우 역